# Gustaw Truskolaski

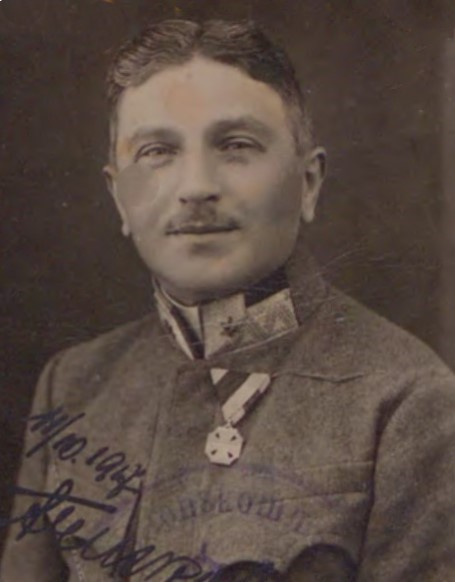
Gustaw Truskolaski w mundurze majora c. i k. Pułku Piechoty Nr 47

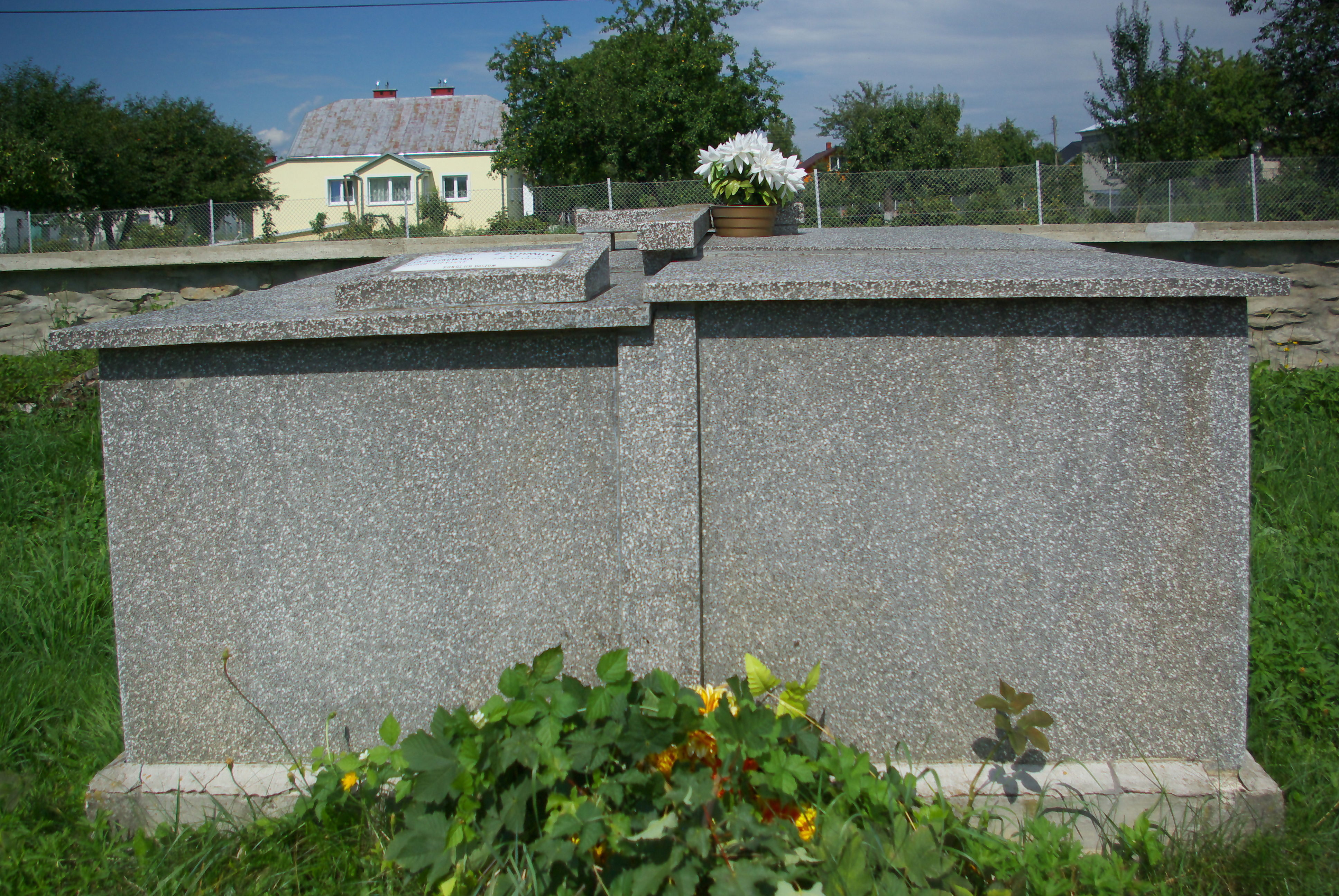
Grobowiec Truskolaskich w Besku

Gustaw Truskolaski herbu Ślepowron (ur. 2 listopada 1870 w Jasionowie, zm. 4 maja 1934) – generał brygady Wojska Polskiego, kawaler Orderu Virtuti Militari.

## Życiorys
Urodził się 2 listopada 1870 w Jasionowie, w ówczesnym powiecie brzozowskim Królestwa Galicji i Lodomerii, w rodzinie Henryka, powstańca styczniowego, i Celiny z Rubczyńskich. Jego bratankiem był malarz ekspresjonista Zdzisław Truskolaski (1899–1949). W 1887 ukończył IV klasę w C. K. Wyższym Gimnazjum Realnym im. Franciszka Józefa w Drohobyczu.
Od 1892 pełnił służbę w cesarskiej i królewskiej armii. W maju 1898 został awansowany do stopnia porucznika. W armii osiągnął stopień podpułkownika piechoty.
2 listopada 1918 został przyjęty do Wojska Polskiego. 16 grudnia 1918 został dowódcą Okręgu Wojskowego Nr IV w Radomiu i jednocześnie dowódcą Okręgowego Pułku Piechoty Ziemi Radomskiej, późniejszego 24 pułku piechoty. Z dniem 20 maja 1919 został przeniesiony z 24 pułku piechoty do 2 pułku strzelców podhalańskich na stanowisko dowódcy batalionu zapasowego. Wraz ze starostą sanockim Tadeuszem Wrześniowskim był inicjatorem zawiązania w połowie 1919 Komitetu Opieki nad Żołnierzem Polskim w Sanoku. Następnie został dowódcą IV Brygady Piechoty Legionów. 25 lutego 1920 został mianowany dowódcą 36 pułku piechoty Legii Akademickiej. Od 16 kwietnia 1920 do 28 lutego 1922 dowodził 2 pułkiem strzelców podhalańskich z siedzibą w Sanoku. Na tym stanowisku 22 maja 1920 został zatwierdzony z dniem 1 kwietnia 1920 w stopniu pułkownika, w piechocie, w „grupie byłej armii austriacko-węgierskiej”. W tej randzie w szeregach pułku uczestniczył w wojnie polsko-bolszewickiej, za co otrzymał Krzyż Srebrny Orderu Wojennego Virtuti Militari. Następnie pełnił służbę na stanowisku dowódcy piechoty dywizyjnej 2 Dywizji Górskiej w Przemyślu, pozostając oficerem nadetatowym 2 pułku strzelców podhalańskich w Sanoku. 3 maja 1922 został zweryfikowany w stopniu pułkownika ze starszeństwem z dniem 1 czerwca 1919 i 21. lokatą w korpusie oficerów piechoty. W okresie od 15 listopada 1923 do 15 sierpnia 1924 pełnił obowiązki dowódcy dywizji w zastępstwie generała dywizji Wacława Fary przebywającego na I Kursie Centrum Wyższych Studiów Wojskowych.
1 grudnia 1924 Prezydent RP Stanisław Wojciechowski na wniosek Ministra Spraw Wojskowych, generała dywizji Władysława Sikorskiego awansował go na generała brygady ze starszeństwem z dniem 15 sierpnia 1924 i 14. lokatą w korpusie generałów. 3 grudnia 1924 został mianowany dowódcą 2 Dywizji Górskiej w Przemyślu. 14 kwietnia 1925 dowodzona przez niego wielka jednostka została przemianowana na 22 Dywizję Piechoty Górskiej. 17 marca 1927 Prezydent RP Ignacy Mościcki zwolnił go ze stanowiska dowódcy dywizji i mianował dowódcą Okręgu Korpusu Nr III w Grodnie. 15 lipca 1927 Prezydent RP zwolnił go ze stanowiska dowódcy Okręg Korpusu Nr III, a na jego miejsce mianował generała brygady Aleksandra Litwinowicza. Z dniem 30 września 1927 został przeniesiony w stan spoczynku.
Został osadnikiem wojskowym w osadzie Janina (gmina Skobełka).
Jego żoną była austriacka baronówna Van Waidenhasen.
Zmarł 4 maja 1934. Pochowany w grobowcu na cmentarzu w Besku.

## Ordery i odznaczenia
- Krzyż Srebrny Orderu Wojskowego Virtuti Militari nr 1369[19] – 17 maja 1921[20][21][22]
- Krzyż Walecznych dwukrotnie – 25 czerwca 1921[23]

Był odznaczony lub przedstawiony do odznaczenia Orderem Odrodzenia Polski.